# Bahnstrecke St. Michaelisdonn–Friedrichskoog
| Streckennummer (DB): | 1216 St. Michaelisdonn–Marne 1217 Marne–Friedrichskoog III 1219 Kronprinzenkoog Lst–Neufelderkoog II              |                       |                       |
| Kursbuchstrecke: | 101b (St Michaelisdonn–Marne 1934, 1939) 101h (Marne–Friedrichskoog III 1934, 1939) 112d (1944, 1946) 112h (1961) |                       |                       |
| Streckenlänge: | 21 km |                       |                       |
| Spurweite: | 1435 mm (Normalspur)                                                                                              |                       |                       |
| | |                       |                       |
| \| \| \| von Heide \| \| \| \| 0,00 \| St. Michaelisdonn \| St. Michaelisdonn \| \| \| \| nach Itzehoe \| \| \| \| \| Brunsbüttelkoog Nord \| \| \| \| 4,61 \| Volsemenhusen \| Volsemenhusen \| \| \| 8,26 0,00 \| Marne \| Marne \| \| \| 1,41 \| Marnekoog \| Marnekoog \| \| \| 2,50 \| Helserdeich \| Helserdeich \| \| \| 3,60 \| Sophienkoog \| Sophienkoog \| \| \| 7,48 \| Neufelderkoog II \| Neufelderkoog II \| \| \| 6,08 \| Neufelderkoog I \| Neufelderkoog I \| \| \| 4,46 \| Kaiser-Wilhelm-Koog \| Kaiser-Wilhelm-Koog \| \| \| 2,05 \| Kronprinzenkoog Süd \| Kronprinzenkoog Süd \| \| \| \| \| \| \| \| 4,90 \| Kronprinzenkoog Lst \| Kronprinzenkoog Lst \| \| \| 5,30 0,0 \| Kronprinzenkoog Mitte \| Kronprinzenkoog Mitte \| \| \| \| von Norderfleth \| \| \| \| 7,22 \| Kronprinzenkoog Nord \| Kronprinzenkoog Nord \| \| \| 8,84 \| Friedrichskoog I \| Friedrichskoog I \| \| \| 10,79 \| Friedrichskoog II \| Friedrichskoog II \| \| \| 12,46 \| Friedrichskoog III \| Friedrichskoog III \| | |                       |                       |
| Strecke | | von Heide             | von Heide             |
| Bahnhof | 0,00 | St. Michaelisdonn     | St. Michaelisdonn     |
| Abzweig ehemals geradeaus und nach links | | nach Itzehoe          | nach Itzehoe          |
| Abzweig geradeaus und nach links (Strecke außer Betrieb) | | Brunsbüttelkoog Nord  | Brunsbüttelkoog Nord  |
| Bahnhof (Strecke außer Betrieb) | 4,61 | Volsemenhusen         | Volsemenhusen         |
| Spitzkehrbahnhof links (Strecke außer Betrieb) | 8,26 0,00 | Marne                 | Marne                 |
| Bahnhof (Strecke außer Betrieb) | 1,41 | Marnekoog             | Marnekoog             |
| Bahnhof (Strecke außer Betrieb) | 2,50 | Helserdeich           | Helserdeich           |
| Bahnhof (Strecke außer Betrieb) | 3,60 | Sophienkoog           | Sophienkoog           |
| Strecke (außer Betrieb) · Betriebs-/Güterbahnhof Streckenanfang (Strecke außer Betrieb) | 7,48 | Neufelderkoog II      | Neufelderkoog II      |
| Strecke (außer Betrieb) · Dienststation / Betriebs- oder Güterbahnhof (Strecke außer Betrieb) | 6,08 | Neufelderkoog I       | Neufelderkoog I       |
| Strecke (außer Betrieb) · Dienststation / Betriebs- oder Güterbahnhof (Strecke außer Betrieb) | 4,46 | Kaiser-Wilhelm-Koog   | Kaiser-Wilhelm-Koog   |
| Strecke (außer Betrieb) · Dienststation / Betriebs- oder Güterbahnhof (Strecke außer Betrieb) | 2,05 | Kronprinzenkoog Süd   | Kronprinzenkoog Süd   |
| Abzweig geradeaus und von links (Strecke außer Betrieb) · Strecke nach rechts (außer Betrieb) | |                       |                       |
| Dienststation / Betriebs- oder Güterbahnhof (Strecke außer Betrieb) | 4,90 | Kronprinzenkoog Lst   | Kronprinzenkoog Lst   |
| Bahnhof (Strecke außer Betrieb) | 5,30 0,0 | Kronprinzenkoog Mitte | Kronprinzenkoog Mitte |
| Abzweig geradeaus und von rechts (Strecke außer Betrieb) | | von Norderfleth       | von Norderfleth       |
| Bahnhof (Strecke außer Betrieb) | 7,22 | Kronprinzenkoog Nord  | Kronprinzenkoog Nord  |
| Bahnhof (Strecke außer Betrieb) | 8,84 | Friedrichskoog I      | Friedrichskoog I      |
| Bahnhof (Strecke außer Betrieb) | 10,79 | Friedrichskoog II     | Friedrichskoog II     |
| Kopfbahnhof Streckenende (Strecke außer Betrieb) | 12,46 | Friedrichskoog III    | Friedrichskoog III    |

Die Bahnstrecke St. Michaelisdonn–Friedrichskoog III (Marschenbahn) ist eine ursprünglich 21 Kilometer lange eingleisige Bahnstrecke in Schleswig-Holstein. Sie zweigt in St. Michaelisdonn an der Marschbahn ab und wird heute zwischen Marne und St. Michaelisdonn noch als Draisinenstrecke genutzt.

## Geschichte
Ausgehend von der Marschbahn baute die Holsteinische Marschbahngesellschaft eine Erschließungsstrecke von St. Michaelisdonn nach Marne. Sie wurde am 15. Dezember 1880 eröffnet.
Am 1. Oktober 1884 wurde sie von Marne nach Friedrichskoog (da nach dem dänischen König und holsteinischen Herzog Friedrich VII. benannt, zunächst Friedrich VII Koog) verlängert, am 17. Oktober kamen zwei Stichstrecken zu den Ladestellen Kronprinzenkoog Süd und Norderfleth hinzu. Personenverkehr zwischen Marne und Friedrichskoog wurde erst ab dem 1. Oktober 1898 durchgeführt.
Am 1. Juli 1890 wurde die am 1. Januar 1888 in Schleswig-Holsteinische Marschbahn-Gesellschaft umbenannte Holsteinische Marschbahngesellschaft verstaatlicht. Die Stichstrecke nach Norderfleth wurde zum 1. August 1927 eingestellt, dafür wurde die Stichstrecke in den Kronprinzenkoog am 15. September 1930 in den Kaiser-Wilhelm-Koog und am  1. September 1931 zum Neufelderkoog verlängert. Hier war der Güterverkehr nicht von Dauer. Am  26. Mai 1962 wurde der Verkehr Kaiser-Wilhelm-Koog–Neufelderkoog eingestellt, am 29. Oktober 1967 der Verkehr Kronprinzenkoog (Mitte)–Kaiser-Wilhelm-Koog. Viele Jahre verkehrten zwischen St. Michaelisdonn und Marne täglich sechs bis acht, zwischen Marne und Friedrichskoog drei Personenzugpaare. Der Güterverkehr war bis zuletzt überwiegend landwirtschaftlich ausgerichtet, die Lagerhäuser des Landhandels wurden beliefert und landwirtschaftliche Produkte abgefahren.
Eingestellt wurde der Personenverkehr Marne–Friedrichskoog III am 1. September 1954, St. Michaelisdonn–Marne am 27. Mai 1961. Nach Kaiser-Wilhelm-Koog konnten bis zum 29. Oktober 1967 Güterzüge fahren. Der Güterverkehr zwischen Kronprinzenkoog Nord und Friedrichskoog war bis zum 30. September 1978 möglich. Auf der zuletzt zum Bahnhofsgleis zurückgestuften Strecke Marne–Kronprinzenkoog Nord ging der Güterverkehr bis zum 1. Januar 1984. St. Michaelisdonn–Marne wurde bis zum 31. Juli 1994 im Güterverkehr befahren, die Stilllegung erfolgte zum 1. Dezember 1994. Seit 2004 verkehrt im Sommer auf der Strecke St. Michaelisdonn–Marne die Marschenbahn Draisine, eine Draisinenbahn, der Abschnitt von Marne bis Friedrichskoog wurde zurückgebaut.